# 一宮市立葉栗小学校
一宮市立葉栗小学校（いちのみやしりつはくりしょうがっこう）は、愛知県一宮市大毛にある公立小学校。

## 沿革
- 1873年（明治6年）3月 - 光明寺村に求心学校、高田村に立昌学校が開校。
- 1876年（明治9年）5月 - 求心学校が宮西学校、立昌学校が大江学校に改称する。
- 1881年（明治14年）11月 - 宮西学校が光明寺学校に改称する。
- 1887年（明治20年）3月 - 大江学校が廃校。児童は光明寺学校と尋常小学東浅井学校へ移る。
- 1891年（明治24年）10月 - 大田島村に葉栗高等小学校を設置。
- 1892年（明治25年）
  - 7月4日 - 光明寺学校が光明寺尋常小学校に改称する。大田島村に大田島尋常小学校が開校する。
  - 8月1日 - 佐千原村が尋常小学東浅井学校から離脱し、佐千原尋常小学校を開校する。
- 1900年（明治33年）4月 - 葉栗高等小学校を廃止。葉栗郡中部高等学校が開校。
- 1906年（明治39年）
  - 5月1日 - 大田島村、光明寺村、佐千原村が合併し、葉栗村発足。
  - 12月 - 光明寺尋常小学校が葉栗北尋常小学校、大田島尋常小学校が葉栗中尋常小学校、佐千原尋常小学校が葉栗南尋常小学校に改称する。
- 1909年（明治42年）4月 - 葉栗郡中部高等学校、葉栗中尋常小学校、葉栗南尋常小学校を統合し、葉栗南尋常高等小学校となる。
- 1911年（明治44年）2月 - 葉栗北尋常小学校と葉栗南尋常高等小学校を統合し、葉栗尋常高等小学校となる。校舎は葉栗村字大毛に新築。光明寺に北仮教場、島村に南仮教場を設置。
- 1912年（明治45年）4月 - 実業補習学校を併設する。
- 1927年（昭和2年）2月 - 北仮教場で火災。校舎1棟を焼失[1]。
- 1935年（昭和10年）7月 - 青年学校を併設する。
- 1940年（昭和15年）8月1日 - 葉栗村が一宮市に編入される。
- 1941年（昭和16年）4月1日 - 葉栗国民学校に改称する。
- 1943年（昭和18年）7月 - 南仮教場を廃止。
- 1947年（昭和22年）4月1日 - 一宮市立葉栗小学校に改称する。
- 1951年（昭和26年）3月 - 校舎（木造2階建）を新築する。
- 1952年（昭和27年）3月 - 北仮教場を北分校（光明寺分校）に改称する[注釈 1][2]。
- 1956年（昭和31年）2月 - 校舎（北舎・鉄筋コンクリート造）を新築する。
- 1964年（昭和39年）8月 - 校舎（北舎・鉄筋コンクリート造）を増築する。
- 1968年（昭和43年）3月 - 校舎（南舎・鉄筋コンクリート造）を新築する。
- 1970年（昭和45年）8月 - 校舎（北舎・鉄筋コンクリート造）を増築する。
- 1975年（昭和50年）8月 - 屋内運動場が完成。
- 1977年（昭和52年）
  - 3月31日 - 北分校を廃止。
  - 4月1日 - 一宮市立葉栗北小学校を分離する。

## 通学区域
- 大毛、佐千原、島村、高田、富塚、中島通5丁目の一部[3]。

## 進学先中学校
- 一宮市立葉栗中学校

## 交通アクセス
- 名鉄バス光明寺線「大毛」バス停より徒歩約5分。

名鉄一宮駅バスターミナルより10系統・11系統